# NGC 5186
NGC 5186 (другие обозначения — ZWG 72.103, PGC 47426) — галактика в созвездии Дева.
Этот объект входит в число перечисленных в оригинальной редакции «Нового общего каталога».